# Superted
Superted är en kymriskspråkig animerad TV-serie om en teddybjörn med magiska krafter. Den började sändas 1 november 1982. Karaktären skapades ursprungligen av Mike Young 1978 för att hjälpa hans 4-årige son att övervinna sin rädsla för mörkret. Serien följdes 1989 av The Further Adventures of Superted.

## Handling
Varje avsnitt inleds med berättelsen hur Superted fick liv: Han var till en början en helt vanlig teddybjörn som ansågs vara felaktig i en leksaksfabrik, där han tillverkades, och kastades in i en gammal skrubb. En prickig man hittade honom där och väckte liv i honom med sitt "kosmiska stoft". Han fördes sedan till Moder natur där han fick superkrafter och blev brottsbekämparen Superted.

## Sändningar
Serien producerades av Siriol Animation för kymriska kanalen S4C, där det sändes med det kymriska språket, och senare på engelska i hela Storbritannien på BBC1, och dubbades till iriska för RTE. Serien vann ett flertal priser, bland annat BAFTA för bästa animering 1987. I Sverige har serien visats i SVT.

## Figurer
- Superted - Teddybjörnen som väcktes till liv genom "kosmiskt stoft" och fick makalösa krafter från Moder Natur. Han är seriens hjälte och huvudperson.
- Pricky (Spotty) - Superteds fumlige kompanjon och bästa vän. Han är en gul utomjording täckt med gröna prickar, från planeten Prick.
- Fläck (Blotch) - Prickys syster.
- Texas Pete - En ond cowboy, Superteds ärkefiende och seriens huvudskurk.
- Knotan (Skeleton) - Petes fega medhjälpare. Han är ett vandrande skelett.
- Bullen (Bulk) - Petes korkade och överviktiga medhjälpare.
- Moder Natur (Mother Nature) - Här framställd som en fe, var personen som gav Superted sina krafter.

## Svenskspråkiga röster
- Bert-Åke Varg - Pricky och Bullen
- Staffan Hallerstam - Superted
- Peter Harryson - Knotan
- Hans Ernback - Texas Pete och berättaren
- Beatrice Järås - Fläck
- Johan Hedenberg - Texas Pete och berättaren

## Hemvideoutgivningar
I Sverige har avsnitt har givits ut på VHS-kassett av Wendros Cartoon AB och TREFA Video AB

### Fotnoter
1. ↑  ”Principals” (på engelska). Mike Young Productions. Arkiverad från originalet den 7 september 2012. https://archive.is/20120907105127/http://www.mikeyoungproductions.com/content.cfm?ContentID=272. Läst 20 januari 2017.